# Goldroger

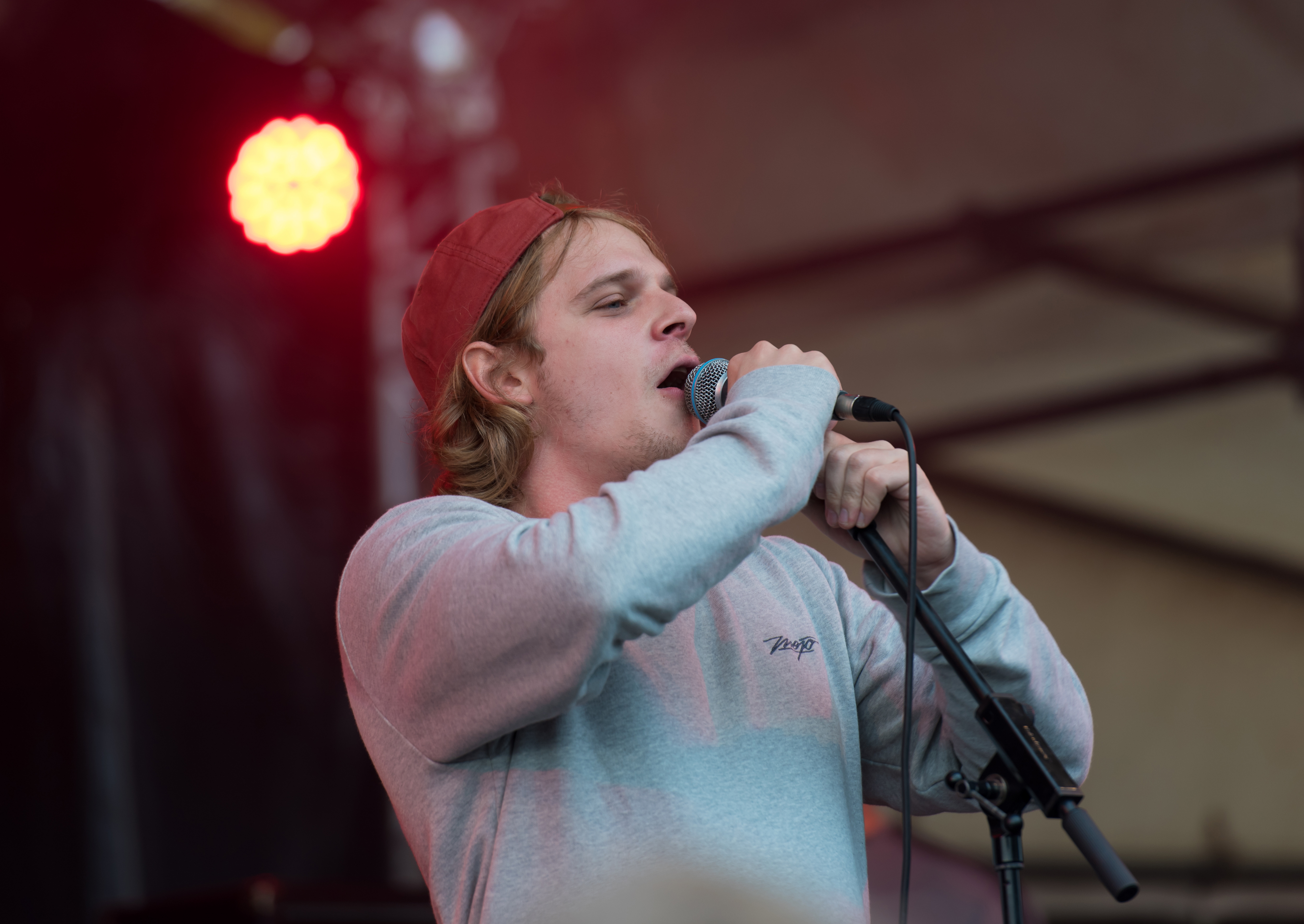
Goldroger auf dem Ackerfestival 2017

Goldroger (* 10. Dezember 1990; bürgerlich Sebastian Steinkretzer) ist ein deutscher Rapper. 2014 gewann er den Talentwettbewerb Moment of Truth des Splash! Mags. Seine Musik verbindet Rap mit E-Gitarrenriffs und Reggae.

## Diskografie
Studioalben
- 2015: Räuberleiter (Melting Pot Music)
- 2016: Avrakadavra (Melting Pot Music)
- 2019: Diskman Antishock (Irrsinn Tonträger)
- 2020: Diskman Antishock II (Irrsinn Tonträger)
- 2021: Diskman Antishock III (Irrsinn Tonträger)
- 2023: Goldie (Goldenroger (Membran))